# Єпархія
Єпа́рхія, або влади́цтво — у східному християнстві (православних, греко-католицьких церквах тощо) церковно-адміністративна одиниця на чолі з архієреєм. Якщо єпархію очолює єпископ, її ще називають єпископством, якщо архієпископ — архієпископством, митрополит — митрополією, патріарх — патріархією.

«Вістник Станиславівської Епархії», 1938

В Україні перші єпархії з'явилися в III столітті, в часи Готського королівства — Готська і Скіфська єпархії. Голови цих єпархій брали участь у Нікейському соборі.
До 1917 р. в Наддніпрянській Україні було 10 православних єпархій: київська, чернігівська, полтавська, харківська, катеринославська, таврійська (осідок єпископа в Сімферополі), херсонська (в Одесі), подільська (в Кам'янці), волинська (в Житомирі) і холмська.
У Галичині були три греко-католицькі єпархії — Львівська, Перемишльська та Станиславівська. Крім цього — Мукачівська греко-католицька єпархія (на теренах теперішнього Закарпаття), від якої утворилось декілька, одна з яких Пряшівська, інші в Північній Америці.
Православні єпархії ділилися на благочиння, а греко-католицькі — на деканати. Єпархії видавали єпархіальні вісники, в яких друкувалися єпархіальна хроніка та розпорядження єпарха.
У Північній Америці є дві архієпархії-митрополії УГКЦ, кожна зі своїм єпархом та єпархіями:
- у США — Філадельфійська архієпархія: Чиказька єпархія святого Миколая; Стемфордська єпархія і Пармська єпархія.
- у Канаді — Вінніпезька архієпархія: Едмонтонська єпархія; Торонтська єпархія; Саскатунська єпархія і Нью-Вестмінстерська єпархія.

У римо-католицькій церкві, еквівалентом єпархії є дієцезія — територіальна одиниця, керована єпископом-ординарієм. Дієцезія входить до складу архідієцезії чи підпорядковується безпосередньо Ватиканові.